# Вільна зона (регіон)

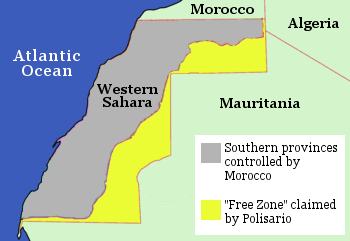

Вільна зона, звільнені території — термін, який використовується Народним фронтом за звільнення Сегієт-ель-Хамра і Ріо-де-Оро для позначення частини Західної Сахари, розташованої на схід від стіни Ганьби (марокканської прикордонної стіни, яку часто називають просто «бермах») і на захід і північ від кордону з Алжиром і Мавританією відповідно. Зона відокремлена від іншої частини території Західної Сахари «2200 кілометровою стіною, … оточеною одним з найбільших мінних полів у світі» .
Зона була створена на територіях під контролем ПОЛІСАРІО у 1991 році відповідно до договору про припинення вогню між Фронтом ПОЛІСАРІО і Марокко, який був підписаний у рамках Плану врегулювання. Марокко управляє районами на захід від стіни, де проживає більша частина населення регіону. Угода про припинення вогню підтримується присутністю сил ООН МООНРЗС, що знаходяться в цьому регіоні для підтримки миру і організації референдуму про незалежність.

## Статус і військові угоди
Про статус Західної Сахари між ПОЛІСАРІО і Марокко ведуться запеклі суперечки, в тому числі про назви, які використовуються для позначення районів, що перебувають під контролем обох сторін.
У Марокко регіони під контролем ПОЛІСАРІО зазвичай позначають як «буферну зону» або «буферну смугу» і заявляють, що військовим силам ПОЛІСАРІО не дозволений вхід туди і що військова діяльність і цивільне будівництво в цій області є порушеннями угоди про припинення вогню. Однак це не відповідає положенням угоди, що регулює статус території, яке Марокко підписало у 1991 році, оскільки «буферна смуга» є лише вузькою смужкою всієї території, про яку йшлось в угоді. Ця зона служить роздільною лінією для протиборчих сил і фактично є нічийною землею. Області за межами цієї зони відкриті для діяльності сторін, які керують ними, за умови дотримання деяких обмежень на пересування військових підрозділів. Аналогічним чином ПОЛІСАРІО називає цю область «звільненими територіями» або «вільною зоною», але ці терміни не є офіційними назвами. ООН називає територію просто «на схід від Берма», при цьому називаючи території, що перебувають під контролем марокканських сил, словосполученням «на захід від Берма», тим самим не даючи перевагу в претензії на них жодної зі сторін конфлікту.
Відповідно до Плану врегулювання, пересування солдатів ПОЛІСАРІО обмежено так само, як обмежено пересування марокканських сил на «їх» стороні Берма. МООНРЗС details (МООНРЗС_1) детально зазначило такі обмеження для обох зон:
- Одна смуга шириною 5 км — Буферна зона (BS) — на південь і схід від Берма;
- Дві смуги шириною 30 км — Зони обмеженого доступу (RA) — уздовж Берма. Буферна зона входить у зони обмеженого доступу для ПОЛІСАРІО, а бермах — в зону обмеженого доступу для сил Марокко (RMA);
- Два райони з обмеженими діями (ALR), якими є дві ділянки території Західної Сахари, що залишилися під її впливом по обидві сторони відповідно.

Кожна з п'яти частин має певні обмеження для військової діяльності обох сторін:
- Буферна зона: заборона присутності сил марокканської армії або сил сахарських військ (як солдат, так і техніки) як на землі, так і в повітрі. Неприпустима стрілянина на землі і/або в повітрі.
- Зони обмеженого доступу: неприпустима стрілянина або військові навчання, за винятком навчально-тренувальних заходів беззбройного особового складу. Неприпустимо нарощування тактичних підкріплень, пересування або передислокація військ, штаб-квартир/підрозділів, складів, обладнання, боєприпасів, зброї, неприпустимі фотозйомка військовими літаками і будь-які зміцнення оборонної інфраструктури.

Деякі винятки, проте, можуть бути застосовані, а деякі види діяльності допускаються після попереднього інформування або за затвердженням МООНРЗС.
(Примітка: наведені лише деякі обмеження, повні зазначені в МООНРЗС_1).
- Райони з обмеженими діями: можуть здійснюватися будь-які звичайні військові дії, за винятком посилення нявних мінних полів, концентрації сил, будівництва нових штаб-квартир, казарм і об'єктів зберігання боєприпасів. МООНРЗС повинна бути проінформована, якщо сторони мають намір проводити військові навчання, в тому числі з використанням вогнепальної зброї калібром вище 9 мм.

## Населення регіону
Доступ до їжі та води для жителів Західної Сахари ускладнений через суворий клімат Сахари, військові сутички у регіоні і значну кількість мін. Район населений переважно кочівниками, які займаються традиційним для їхніх предків розведенням верблюдів між територією північної частині Мавританії і таборами біженців в Алжирі. Населення коливається від 30 000 до 40 000 мешканців. Найбільші поселення — містечка Тіфаріті (де-факто тимчасова столиця Західної Сахари) та Бір-Лелу (де-юре тимчасова столиця Західної Сахари), а також села Аґуніт, Мегаріз, Міджек, Дугадж і Цуг.
Найважливіші сахарські політичні події, такі як конгреси ПОЛІСАРІО і відкриття сесій сахарської Національної ради (парламенту Садр у вигнанні), впливають на життя краю (особливо в Тіфаріті і Бір-Лелу), бо вважається, що соціальні, політичні і дипломатичні реформи важливо провести політичним шляхом.

## Чисельність збройних сил ПОЛІСАРІО

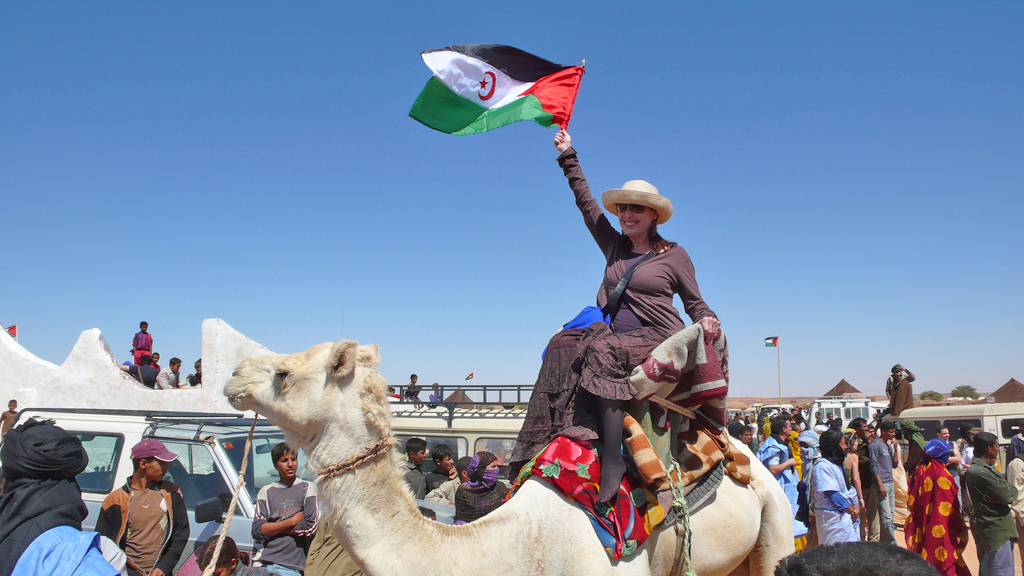

Збройні сили ПОЛІСАРІО (Народно-визвольна армія Сахари, SPLA) діляться на сім «військових округів», кожен з яких контролюється командувачем, відповідальним перед президентом Сахарський Арабської Демократичної Республіки. Загальна чисельність солдатів партизанської армії ПОЛІСАРІО, що знаходиться в регіоні, невідома. Деякі джерела стверджують, що вона становить 3000-6000 військовослужбовців, тоді як інші джерела зазначають дані в 12000, включно з «допоміжними» бійцями, які базуються в Алжирі, Мавританії або демобілізованими у зв'язку з припиненням вогню. Цими силами за час своєї діяльності було здійснено велику кількість робіт, таких як облаштування вогневих рубежів, риття оборонних траншей і будівництво підземних військових баз, а також здійснення мобільного патрулювання територій.

## Ситуація в регіоні
Концентрація сил для святкування 30-річчя Сахарської Республіки стала, однак, приводом для засудження з боку Організації Об'єднаних Націй: подія розглядалася нею як порушення умов припинення вогню, що проявилося у великій концентрації сил в регіоні.

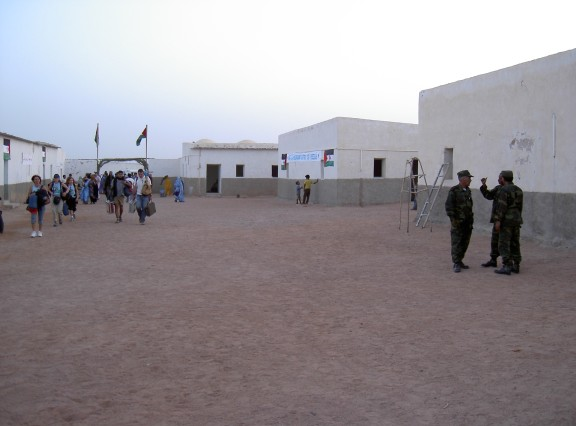

МООНРЗС повідомляє, що в середньому 2-4 таких порушення між двома сторонами мають місце на всій території Західної Сахари щомісяця. Крім цього, трапляються й інші порушення, пов'язані з тим, що командири по обидві сторони конфлікту не дозволяють проводити перевірку своїх сил персоналом МООНРЗС. Як зазначено, наприклад, у звіті місії за червень 2006 року, було «189 таких FMO [свободи пересування] порушень, всі вони пов'язані з відмовою допустити військових спостерігачів-офіцерів ООН на військові пункти і в частині» /ceasefire.htm. Незважаючи на ці незначні порушення, досі будь-яких серйозних ворожих дій з обох сторін з 1991 року не було, і території по обидві сторони від Берма вважаються спокійними і дотримуються домовленості з підтримки миру.
Щорічні демонстрації проти марокканської стіни проводяться в Західній Сахарі жителями регіону і міжнародними активістами з Іспанії, Італії та інших — переважно європейських — країн. ООН уважно спостерігає за цими діями.